# Atelopus longirostris
Atelopus longirostris är en groddjursart som beskrevs av Cope 1868. Atelopus longirostris ingår i släktet Atelopus och familjen paddor. IUCN kategoriserar arten globalt som utdöd. Inga underarter finns listade.